# Ekrem Bardha
Ekrem Bardha (13 de mayo de 1933) es un empresario de nacionalidad albano estadounidense, líder del Albanian National Front en Míchigan (Balli Kombëtar), cofundador del National Albanian American Council (NAAC), y expropietario del periódico Illyria Newspaper. En 2015 era Cónsul Honorario de Albania en Míchigan, siendo considerado como uno de los albaneses con mayor éxito en Estados Unidos.

## Biografía
Bardha nació en el pueblo sureño de Radanj en Kolonjë, Albania. Después de haber escapado del estricto régimen comunista de Albania en 1953, se estableció en Detroit y entró en el negocio de los restaurantes. Con el tiempo se convirtió en el dueño de dieciocho franquicias de comida rápida McDonald's que en los años 1990 recaudaban aproximadamente 25 millones USD al año.